# 사게몬

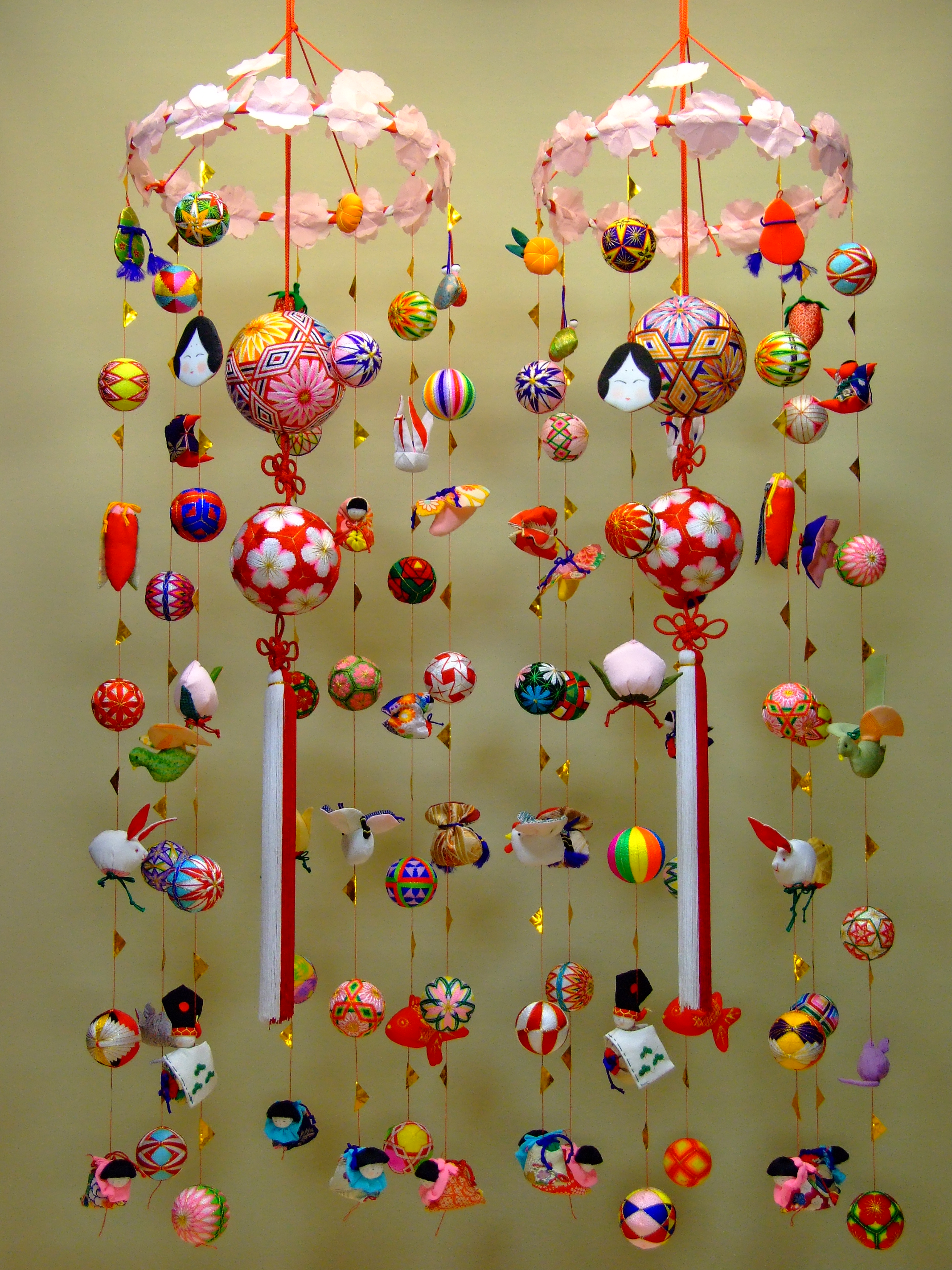
사게몬

사게몬(さげもん)은 일본 후쿠오카현 야나가와시에서 전해지는 풍습이다. 매는 장식품으로, 소녀가 태어난 집에서 행복을 기원하기 위해 매단다.